# Ракетні війська та артилерія

Тактичне позначення артилерії

і ракетних військ

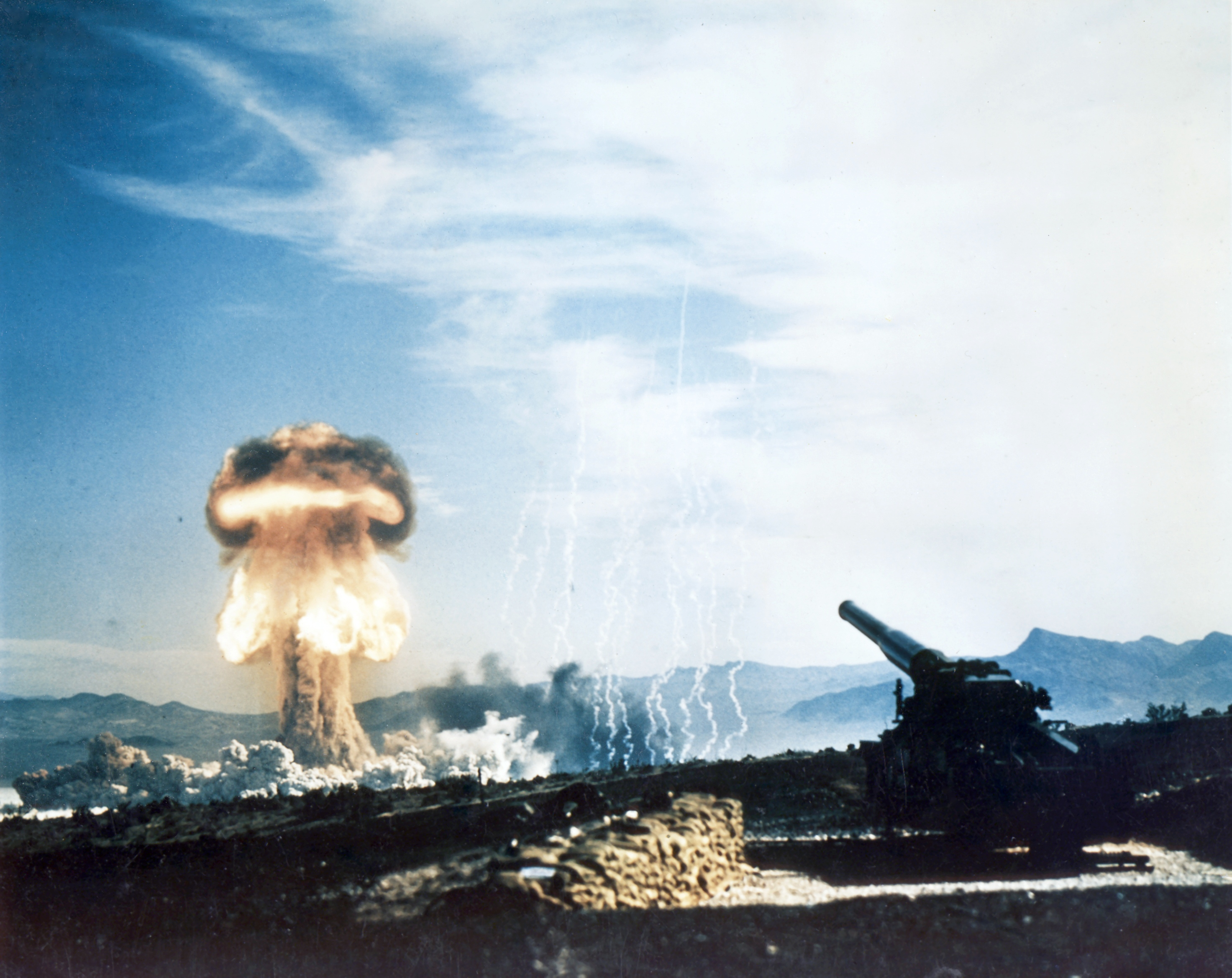
Американська артилерійська система веде вогонь ядерними боєприпасами. 1953

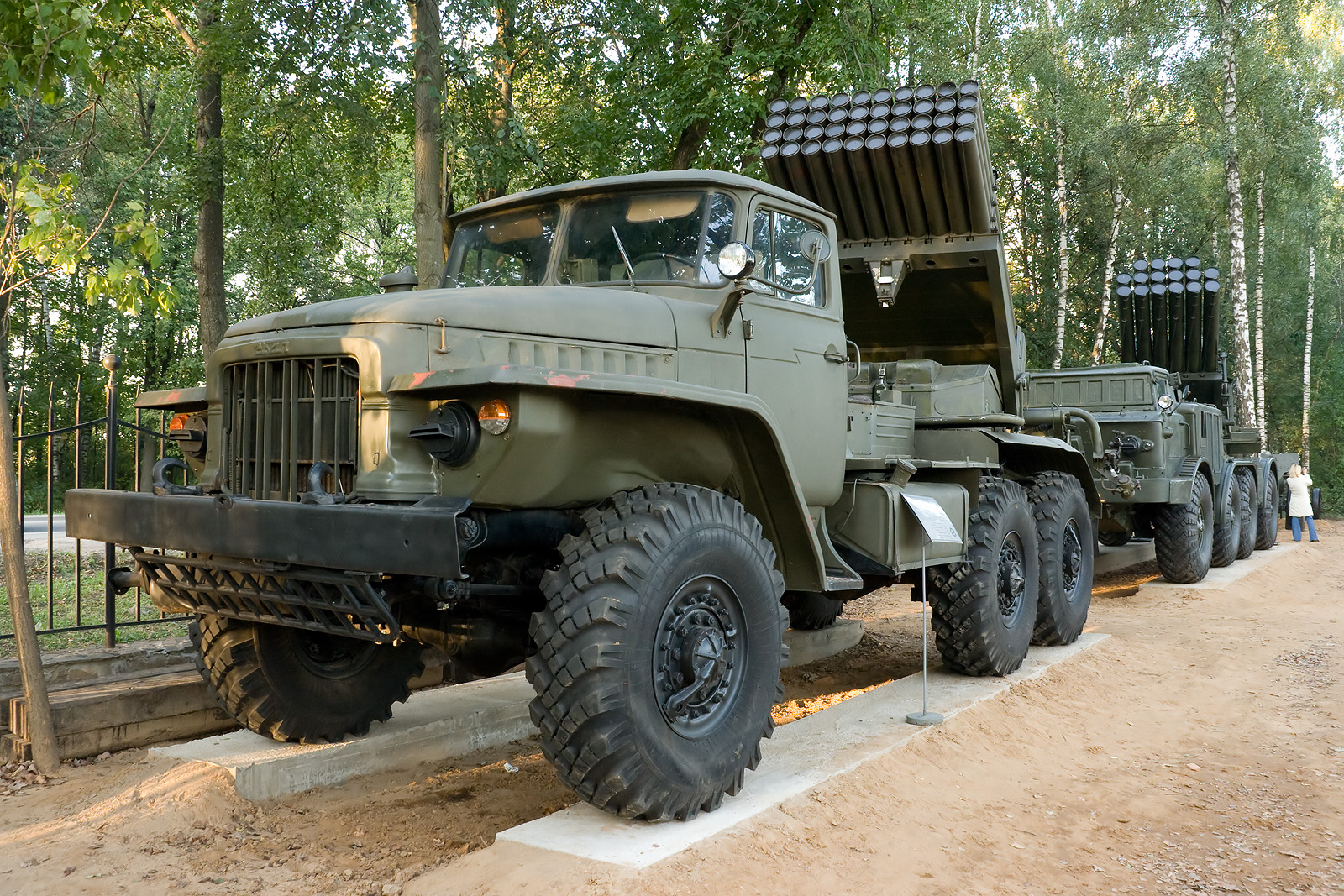
Реактивні системи залпового вогню БМ-21 на базі автомобіля Урал-375

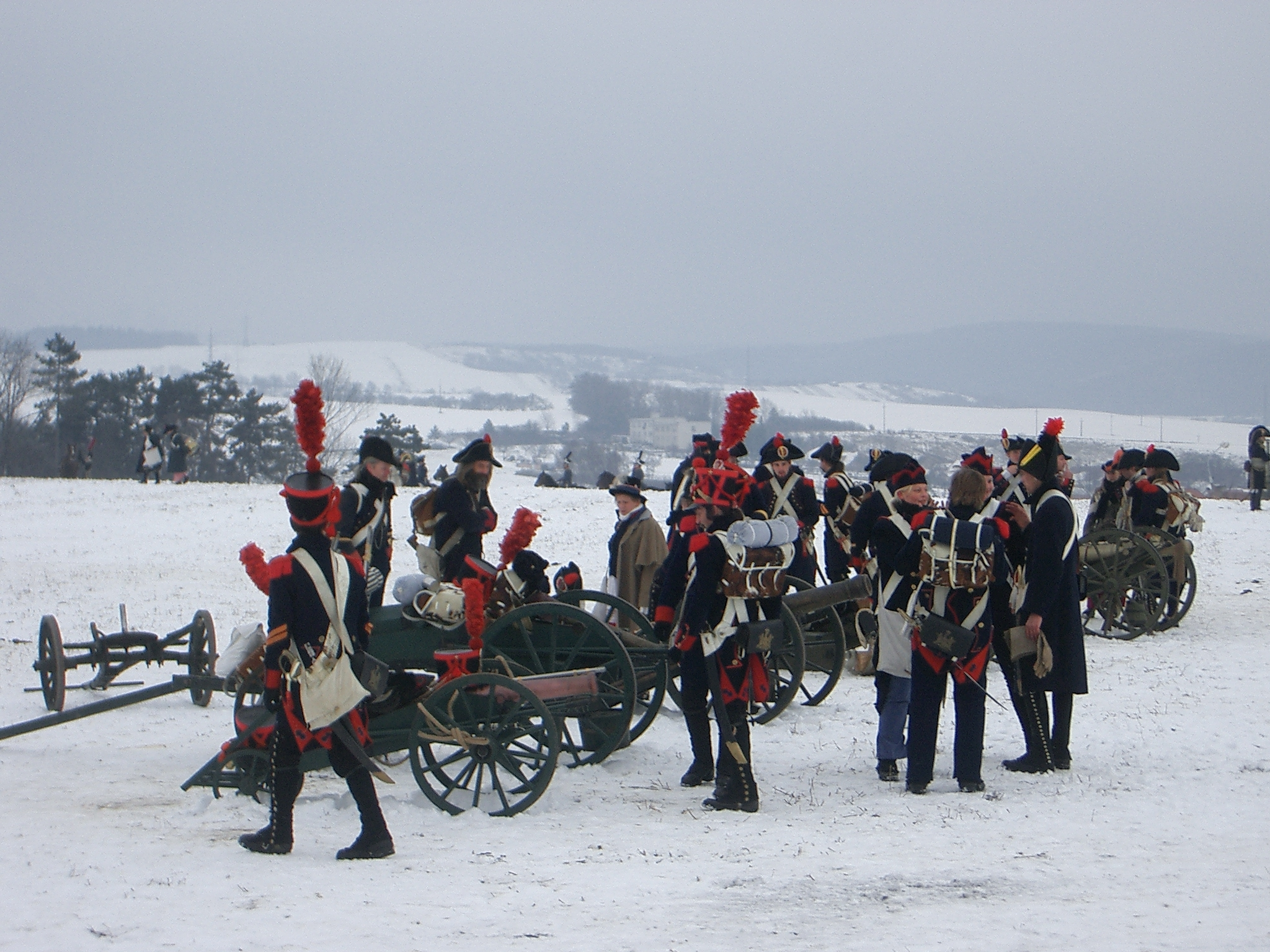
Французька артилерійська батарея часів Наполеонівських війн. Сучасна реконструкція

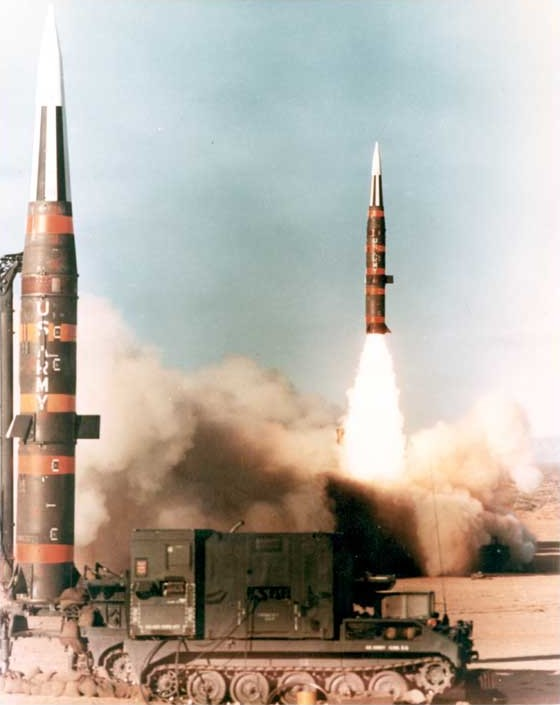
Ракетний комплекс «Першінг-1А». 16 лютого 1966. Техас. США

Раке́тні війська́ і артилерія (РВіА) — рід сухопутних військ, що складаються із з'єднань оперативно-тактичних і тактичних ракет, з'єднань і частин гаубичної, гарматної, реактивної та протитанкової артилерії, артилерійської розвідки, мінометних підрозділів та підрозділів протитанкових керованих ракет.
Вони призначені для ураження живої сили, танків, артилерії, протитанкових засобів противника, авіації, об'єктів ППО та інших важливих об'єктів при веденні загальновійськової операції (бою). Ракетні війська та артилерія є основною вогневою силою в операціях, що проводяться Сухопутними військами із застосуванням звичайної зброї, й виконують до 65-70 % загального обсягу завдання із вогневого ураження противника. Також вони можуть мати засоби ядерного ураження.
В арміях країн західної Європи, НАТО та багатьох країн світу цей рід військ має назву «польова артилерія».

## Призначення
Вони призначені для виконання таких завдань:
- завоювання і утримання вогневої переваги над супротивником;
- ураження його засобів ядерного нападу, живої сили, озброєння, військової і спеціальної техніки;
- дезорганізація систем управління військами і зброєю, розвідки і радіоелектронної боротьби;
- руйнування довготривалих оборонних споруд й інших об'єктів інфраструктури;
- порушення роботи оперативного й загальновійськового тилу;
- послаблення й ізоляція других ешелонів і резервів супротивника;
- знищення танків і інших броньованих машин противника, що прорвалися в глибину оборони;
- прикриття відкритих флангів і стиків;
- участь у знищенні повітряних і морських десантів супротивника;
- дистанційне мінування місцевості і об'єктів;
- світлове забезпечення нічних дій військ;
- задимлення, осліплення об'єктів супротивника;
- поширення агітаційних матеріалів та інше.

Організаційно РВтА складаються з ракетних, реактивних, артилерійських бригад, у тому числі змішаних, артилерійських дивізіонів великої потужності, реактивних артилерійських полків, окремих розвідувальних дивізіонів, а також артилерії загальновійськових бригад і військових баз.
Подальший розвиток і підвищення бойових можливостей РВтА здійснюється за рахунок створення розвідувально-вогневих контурів, у тому числі і на тимчасовій основі, що забезпечують ураження цілей у реальному часі, оснащення з'єднань і частин РВтА високоточною зброєю, збільшення дальності вогню і потужності боєприпасів, а також автоматизації процесів підготовки і ведення вогню.

## Структура
За властивостями і призначенням поділяються на три групи:

### Ракетні війська
Ракетні війська — військові частини й з'єднання, що мають на озброєнні оперативно-тактичні й тактичні ракети. Ракетні війська сухопутних військ можуть виконувати такі основні завдання:
- ураження основних угруповань військ противника, оперативних резервів, пунктів (центрів) управління військами;
- руйнування складів із запасами матеріальних засобів, вузлів комунікацій і інших важливих об'єктів оперативного тилу.

Бойові завдання ракетні війська сухопутних військ виконують завдаванням масованих, групових і поодиноких ударів.

### Артилерія для ведення вогню з закритих позицій
- ствольна артилерія
- реактивна артилерія — вид артилерії, що застосовує реактивні снаряди, які доставляються до цілі за рахунок тяги реактивного двигуна. Призначена для ведення залпового вогню з метою знищення живої сили, вогневих засобів противника та руйнування його оборонних споруд.
- міномети — призначені для ураження навісним вогнем одиночних і групових нерухомих і рухомих, броньованих та неброньованих цілей та інженерних споруд. Можливе ведення стрільби одночасно з декількох мінометів по декількох цілях без створення перешкод один одному.

### Протитанкові артилерійські засоби
- ствольна протитанкова артилерія — вид наземної артилерії, що призначена для ураження танків та ін. броньованих цілей; використовується також для боротьби з живою силою і вогневими засобами.
- протитанкові ракетні комплекси
- реактивні протитанкові гранатомети

### Інші
До складу ракетних військ та артилерії також входять підрозділи:
- артилерійської розвідки
- топогеодезичні
- метереологічні

Основне їх завдання полягає в тому, щоб надати дані, необхідні для ведення вогню.
Також артилерія поділяється на самохідну та причіпну.

### За підпорядкуванням
- Ракетні війська (стратегічного призначення)
- Ракетні війська та артилерія сухопутних військ
- Ракетні війська та артилерія військ берегової оборони
  - Артилерія військ берегової оборони
  - Берегові ракетні артилерійські війська (берегові ракетні комплекси)
- Артилерія десантних військ
- Артилерія прикордонних військ
- Артилерія національної гвардії (внутрішніх військ)